# فريديريك فوريت
فريديريك فوريت (24 أكتوبر 1974 في ثونون-لو-باينز) (بالإنجليزية: Frédéric Fouret)‏ لاعب كرة قدم فرنسي يلعب حاليا لصالح نادي الدرجة الوطنية كان الفرنسي في مركز المهاجم .

## المسيرة الرياضية
شارك في أول مباراة رسمية في بطولة دوري الدرجة الأولى مع نادي ليون في 22 سبتمبر 1995 . لم يستطع فوريت الحصول على فرصته بسبب تألق فلوريان موريس في ذلك الوقت مما دعا للرحيل عن ملعب غيرلاند والانتقال إلى أندية الدرجتين الثانية والوطنية .

## روابط خارجية
- فريديريك فوريت على موقع قاعدة بيانات كرة القدم.إي يو (الإنجليزية)